# Martin Frýdek (Fußballspieler, 1992)
Martin Frýdek (* 24. März 1992 in Hradec Králové) ist ein tschechischer Fußballspieler.

## Karriere

### Verein
Frýdek begann seine Laufbahn in der Jugend von Sparta Prag. Zur Saison 2011/12 wurde er in den Kader der zweiten Mannschaft befördert. Bis Saisonende absolvierte er 22 Partien für die Reserve des Hauptstadtklubs in der zweitklassigen Fotbalová národní liga. Zudem gab er am 24. Februar 2012, dem 18. Spieltag, beim 0:1 gegen den FC Hradec Králové sein Debüt für die erste Mannschaft in der ersten tschechischen Fußballliga, als er in der Startelf stand. Bis zum Ende der Spielzeit kam er zu zwei Einsätzen in der höchsten tschechischen Spielklasse. Im Sommer 2012 wechselte er auf Leihbasis in die Slowakei zum Erstligisten FK Senica. Für Senica bestritt er 15 Spiele in der Fortuna liga. Nach Leihende kehrte er nach Tschechien zurück und schloss sich im Januar 2013 fest dem letztjährigen Meister Slovan Liberec an. Er avancierte zum Stammspieler und verpasste bis Saisonende keines der verbleibenden 14 Ligaspiele. In der folgenden Saison 2013/14 kam er zu 25 Spielen in der Liga. Zudem spielte er mit Slovan in der UEFA Europa League; die Mannschaft schied schlussendlich im Sechzehntelfinale aus. 2014/15 absolvierte er erneut 25 Ligapartien, wobei er zwei Tore erzielte. Im Mai 2015 gewann er mit Slovan den tschechischen Pokal.
Im Sommer 2015 kehrte er zu Sparta Prag zurück. Bei Sparta etablierte er sich ebenfalls und bestritt bis zum Ende der Saison 22 Ligaspiele. In der Europa League erreichte er mit Sparta das Viertelfinale. 2016/17 kam er aufgrund eines Kreuzbandrisses nur zu neun Spielen in der ersten tschechischen Liga, in denen er zwei Tore schoss. Sparta spielte erneut in der Europa League und schied später in der Zwischenrunde aus. In der folgenden Saison kam Frýdek wieder regelmäßig zum Einsatz und bestritt 21 Spiele in der höchsten Liga Tschechiens, wobei er einmal traf. 2018/19 verpasste er lediglich zwei der 35 Ligaspiele und erzielte dabei zwei Tore. Von Februar 2019 bis Februar 2020 fungierte der Mittelfeldspieler meist als Mannschaftskapitän. In der Saison 2019/20 absolvierte er 22 Spiele in der Liga, wobei er zweimal traf. Im Juli 2020 gewann er mit Sparta Prag den tschechischen Fußballpokal. 
Im Oktober 2020 wechselte er zum Schweizer Erstligisten FC Luzern. In der Innerschweiz etablierte er sich der nun als Linksverteidiger eingesetzte Tscheche ebenfalls als Stammspieler und bestritt in seiner Premierenspielzeit 30 Partien für den FC Luzern in der erstklassigen Super League. Im Mai 2021 gewann er mit dem FCL den Schweizer Cup.
Nach Auslaufen seines Vertrags in Luzern wechselte Frýdek im Sommer 2024 zum griechischen Erstligisten Aris Thessaloniki.

### Nationalmannschaft
Frýdek spielte bis 2012 insgesamt zehnmal für die tschechische U-18-, U-19- und U-20-Auswahl. Ab 2013 war er in der U-21-Nationalmannschaft aktiv, mit der er 2015 an der Gruppenphase der U-21-Europameisterschaft teilnahm. Er kam insgesamt zwölfmal für die U-21 zum Einsatz, wobei er ein Tor schoss. Am 24. März 2016 debütierte er beim 0:1 im Freundschaftsspiel gegen Schottland in der A-Nationalmannschaft, als er in der Startelf stand. Bis März 2019 bestritt er sieben Freundschaftsspiele für sein Heimatland.

## Erfolge
Slovan Liberec
- Tschechischer Pokalsieger 2015

Sparta Prag
- Tschechischer Pokalsieger 2020

FC Luzern
- Schweizer Cupsieger 2021

## Familie
Sein gleichnamiger Vater Martin und sein Bruder Christián sind ebenfalls Fußballspieler.